# Dance Monkey
«Dance Monkey» («Танцюй, мавпочко!») — пісня австралійської співачки Tones and I.
Стала другим за рахунком студійним записом, який вона представила на суд широкої публіки. (Першою була пісня «Johnny Run Away», яку Tones and I завантажила на triple j [triplejunearthed.com] у лютому 2019 року.)
Пізніше трек увійшов у її дебютний міні-альбом The Kids Are Coming, що побачив світ наприкінці серпня.
Пісня швидко потрапила в чарти багатьох країн світу. А в жовтні дісталася і до США, з'явившись у «Гарячій сотні» американського «Білборда».
Кліп був викладений на YouTube в червні 2019 року і до другої половини жовтня зібрав 75 мільйонів переглядів.

## Сюжет
Пісня про те, чого люди очікують від музичних виконавців.

«Я написала цю пісню про те, як бути вуличним музикантом і усвідомлювати, наскільки це помітно, що люди зараз можуть розважитися одним натисканням кнопки або [легким] рухом пальця по екрану», — розповідала Тонс […]. «Багато разів, коли я виступала на вулиці, люди агресивно вимагали: „Ще, ще! Давай ще раз, ще раз, ще раз!“ … Люди настільки звикли до того, що, щоб побачити щось новеньке і розважитися, потрібно провести пальцем по екрану, що стали набагато більш нетерплячими. Тепер на вулиці треба швидко перемикатися [з пісні на пісню]. Потрібно бути швидким… [ Закінчувати і ] приступати до [нової].»
 — «First Spin: Tones and I backs up her breakout single with 'Dance Monkey'» [Архівовано 26 жовтня 2019 у Wayback Machine.] — triple j
Оригінальний текст (англ.)
“I wrote this song about being a busker and realising that you can definitely tell that people are so entertained now by the click of a button or a swipe," Tones told Bridget Hustwaite on triple j Good Nights.
"There was a lot of times when I was busking there were a lot of people in your face, like ‘More, more! Go again, again, again!' ... People were so used to be able to swipe to see something different to entertain themselves that the patience had diminished. The quick changeovers were what you need to do on the street now. You have to be quick... get on with the song."

## Чарти
У середині листопада пісня «Dance Monkey» побила рекорд за кількістю тижнів на 1-му місці в Австралії — 16 тижнів проти 15-ти проведених на вершині піснею «Shape of You» Еда Ширана в 2017 році.
Станом на 10 грудня пісня знаходиться на 1-му місці в Австралії вже 19-й тиждень.
| Чарт (2019)                               | Найв. поз. |
| ----------------------------------------- | ---------- |
| Аргентина (Argentina Hot 100)             | 90         |
| Австралія (ARIA)                          | 1          |
| Австрія (Ö3 Austria Top 75)               | 1          |
| Бельгія (Ultratop Flanders)               | 1          |
| Бельгія (Ultratop Wallonia)               | 1          |
| Болгарія (PROPHON)                        | 1          |
| Канада (Canadian Hot 100)                 | 1          |
| Хорватія (HRT)                            | 2          |
| СНД (Tophit)                              | 3          |
| Чехія (IFPI)                              | 1          |
| Чехія (Singles Digitál Top 100)           | 1          |
| Данія (Tracklisten)                       | 1          |
| Еквадор (National-Report)                 | 38         |
| Естонія (Eesti Ekspress)                  | 1          |
| Euro Digital Songs (Billboard)            | 1          |
| Фінляндія (Suomen virallinen lista)       | 1          |
| Франція (SNEP)                            | 1          |
| Німеччина (Official German Charts)        | 1          |
| Греція (IFPI)                             | 2          |
| Угорщина (Single Top 40)                  | 1          |
| Угорщина (Stream Top 40)                  | 1          |
| Ісландія (Tonlist)                        | 1          |
| Ірландія (IRMA)                           | 1          |
| Ізраїль (Media Forest)                    | 1          |
| Італія (FIMI)                             | 1          |
| Японія Hot Overseas (Billboard Japan)     | 14         |
| Латвія (LAIPA)                            | 1          |
| Литва (AGATA)                             | 1          |
| Ліван (Lebanese Top 20)                   | 15         |
| Люксембург Digital Songs (Billboard)      | 1          |
| Малайзія (RIM)                            | 2          |
| Mexico Ingles Airplay (Billboard)         | 1          |
| Нідерланди (Dutch Top 40)                 | 1          |
| Нідерланди (Mega Single Top 100)          | 1          |
| Нова Зеландія (Recorded Music NZ)         | 1          |
| Норвегія (VG-lista)                       | 1          |
| Португалія (AFP)                          | 2          |
| Румунія (Airplay 100)                     | 2          |
| Шотландія (Official Charts Company)       | 1          |
| Сінгапур (RIAS)                           | 3          |
| Словаччина (IFPI)                         | 1          |
| Словаччина (Singles Digitál Top 100)      | 1          |
| Словенія (SloTop50)                       | 2          |
| Іспанія (PROMUSICAE)                      | 7          |
| Швеція (Sverigetopplistan)                | 1          |
| Швейцарія (Media Control AG)              | 1          |
| Велика Британія (Official Charts Company) | 1          |
| Billboard Hot 100                         | 11         |
| Adult Top 40 (Billboard)                  | 25         |
| Alternative Songs (Billboard)             | 18         |
| Dance/Mix Show Airplay (Billboard)        | 40         |
| Mainstream Top 40 (Billboard)             | 19         |
| Rolling Stone Top 100                     | 16         |

## Історія релізу
| Регіон    | Дата        | Формат                       | Лейбл     |
| --------- | ----------- | ---------------------------- | --------- |
| Австралія | 10 May 2019 | Стрімінг цифрова дистрибуція | Bad Batch |